# Himinbjorg
Pour les articles homonymes, voir Himinbjorg (homonymie).

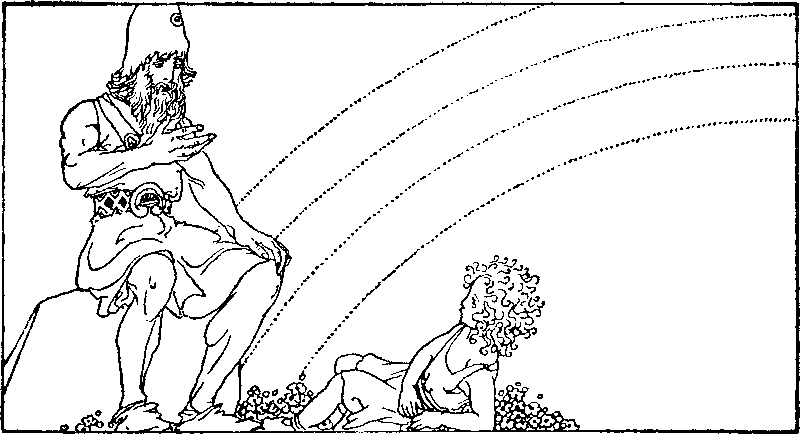
Le Bifröst à l'arrière-plan, Heimdallr explique au jeune Hnoss comment tout a commencé à exister (1920) par Willy Pogany

Himinbjorg (ou Himinbiorg) est la demeure du Dieu de la mythologie nordique Heimdall. Ce lieu se situe à proximité de Bifröst, "en haut du ciel".

## Étymologie
Himinbjorg signifie montagnes du ciel en vieux norrois.

## Himinbjörg dans les textes
Himinbjörg est attestée dans l'Edda Poétique, compilée à partir de sources traditionnelles antérieures, ainsi que dans la Edda de Snorri et Heimskringla, tous deux écrits au XIIIe siècle par Snorri Sturluson. Himinbjörg est associé à Heimdall dans toutes les sources. 
Selon lEdda poétique, Heimdall y habite comme gardien des dieux et y boit de l'hydromel, tandis que dans lEdda de Snorri Himinbjörg est décrite comme étant située là où le pont arc-en-ciel (le Bifröst) rencontre le paradis. Les chercheurs ont commenté les différences entre les deux descriptions et lié le nom de l'emplacement mythique à divers noms de lieux.